# Anastassia Morkovkina
Anastassia Morkovkina (1981. április 6. –) észt női válogatott labdarúgó. Az észt első osztályú Pärnu JK vezetőedzője.

## Pályafutása

### Klubcsapatokban
Szülővárosában kezdte pályafutását a Narvane csapatában.  Mindössze 15 évesen bemutatkozhatott az észt bajnokságban, ráadásul az első szezonjában lejátszott 10 mérkőzésén 23 találatot jegyzett.
A kapu előtt 18 szezonon keresztül volt Észtország legveszélyesebb támadója.
Karrierje során 15 bajnoki címet, 6 kupagyőzelmet, 7 szuperkupa győzelmet és 798 találatot könyvelhetett el 407 mérkőzésen.

### A válogatottban
1997 és 2015 között 75 mérkőzésen 40 gólt szerzett Észtország színeiben, mellyel a legeredményesebb női válogatott labdarúgó hazájában.

## Sikerei, díjai

### Klubcsapatokban
Észt bajnok (15):
- TKSK Arsenal (3): 1997–98, 1998, 1999
- Pärnu JK (12):  2003, 2004, 2005, 2006, 2010, 2011, 2012, 2013, 2014, 2015, 2016, 2017

 Észt kupagyőztes (6):
- Pärnu JK (6): 2010, 2011, 2012, 2014, 2015, 2017

 Észt szuperkupa győztes (7):
- Pärnu JK (7): 2011, 2012, 2013, 2014, 2015, 2016, 2017

### A válogatottban
Észtország
- Balti kupa-győztes (10): 2003, 2004, 2005, 2006, 2008, 2009, 2010, 2012, 2013, 2014

### Egyéni
- Az év játékosa (8): 1997, 2000, 2002, 2003, 2004, 2005, 2009, 2010